# Шаховской, Николай Григорьевич
Князь Никола́й Григо́рьевич Шаховско́й (1754, Москва — 1824, Нижний Новгород) — помещик, основатель Нижегородского театра.

## Биография
Николай Григорьевич Шаховской родился в 1754 году Москве в семье князя Григория Петровича Шаховского. Получил домашнее образование. Проходил службу в Русской императорской армии, уйдя в отставку в звании подполковника. Первым браком был женат на княжне Варваре Алексеевне Голицыной (1750—1779), внучке московского губернатора Сергея Алексеевича Голицына (1695—1758).
В собственности у князя Шаховского было несколько сёл и деревень в Нижегородской губернии — Беляево, Надёжино, Юсупово. Из крепостных крестьян последнего князь создал театральную труппу. Постепенно крепостные актёры играли всё лучше, среди них обнаружились достаточно талантливые — такие, как премьер по имени Минай и сёстры Семёновы. Первоначально князь давал представления в собственном доме, потом стал выезжать в соседние поместья, а затем — на Макарьевскую ярмарку, где представления давались в наскоро сколоченном сарае. В 1798 году князь окончательно переехал в Нижний Новгород и взял с собой свой театр, актёры которого выступали теперь в специально построенном для этого деревянном помещении на Большой Печёрской улице. Труппа театра составляла около ста человек. Репертуар подбирал сам князь — в основном это были комедии, иногда — драмы, реже — балет. Шаховской поддерживал в труппе железную дисциплину, которую сравнивали с монастырской. Театр был первым публичным театром в Нижнем Новгороде, после ряда реорганизаций превратившийся в существующий до сих пор Нижегородский академический театр драмы имени М. Горького.
К 1804 году представления стали ежедневными. По воспоминаниям князя Ивана Михайловича Долгорукова, зал вмещал около тысячи человек, но каждый день был полон, поскольку был одним из немногих развлечений в городе. Долгоруков высоко оценивал как качество игры музыкантов и актёров, так и декорации. Самым худшим, по мнению князя, было освещение, поскольку «везде горит сало и обоняние портит». Князь Дмитрий Иванович Хвостов уточнял в своих мемуарах, что стоимость кресла на выступлении стоило 2 рубля 50 копеек, а прочие места — 1 рубль. Сбор составлял до 2000 рублей в день. Хвостов также высоко ценил игру актёров Шаховского: «Надо отдать справедливость князю Николаю Григорьевичу, что труппа его между провинциальными едва ли не лучше». В 1811 году было выстроено новое деревянное здание театра, которое называли одним из самых заметных на Большой Печёрской улице. В этом здании было 27 лож, около пятидесяти кресел, партер на сто человек и галёрка на двести.
Князь Николай Григорьевич Шаховской скончался в 1824 году. После его смерти театром несколько лет управляла его вдова Ирина, а в 1827 году он перешёл секретарю губернского собрания Ивану Распутину и купцу Климову. Здание театра Шаховского просуществовало до 1853 года, когда было уничтожено пожаром.